# Giovanni Battista Ciampoli

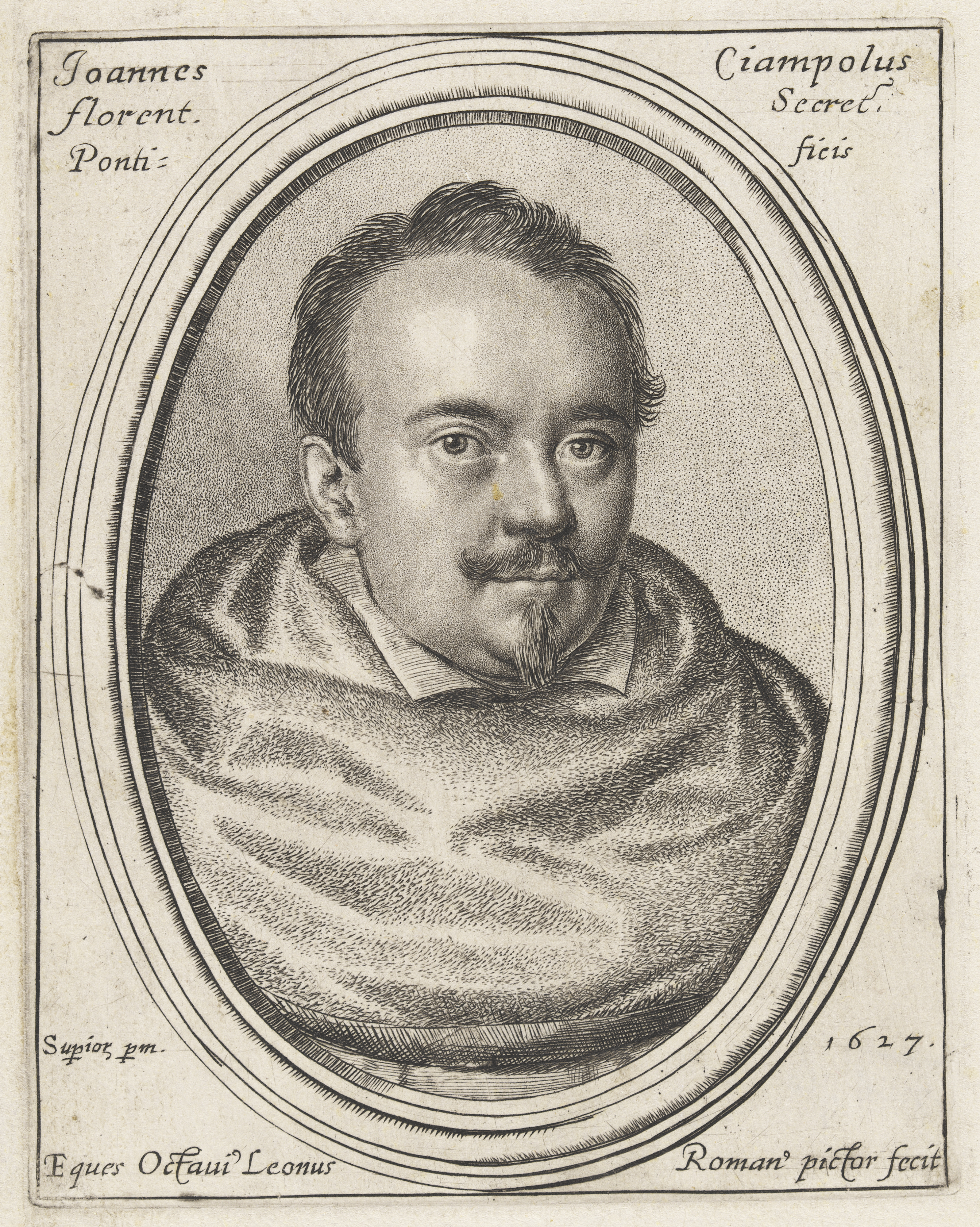
Giovanni Battista Ciampoli

Giovanni Battista Ciampoli (* 1589 in Florenz; † 1643 in Jesi, Marken) war ein italienischer Geistlicher und enger Freund von Galileo Galilei.

## Leben
Ciampoli hatte nach seiner Ausbildung rasch Karriere gemacht und war in den Dienst des Vatikans getreten; Papst Gregor XV. ernannte ihn zum segretario dei brevi. Er begründete die Sapienza, die alte römische Universität, neu und wurde Mitglied der berühmten Accademia dei Lincei. Er holte Benedetto Castelli, einen Galilei-Schüler, an die Sapienza. Auch unter Papst Urban VIII. hatte er eine Vertrauensposition inne, wurde zeitweise als Kardinalskandidat angesehen, fiel jedoch 1632 in Ungnade, da der Papst sich hintergangen fühlte (wegen des Falles Galilei oder wegen der spanischen Probleme). Ciampoli wurde nach Montalto delle Marche geschickt, wo er bis zu seinem Tod als Gouverneur tätig war.
Ciampoli wurde bekannt als langjähriger und treuer Freund von Galilei, den er bedingungslos verehrte. Er war der Mittelsmann, der den Herzog von Toskana über den Stand der Dinge im Falle des ersten Verfahrens (1615/16) gegen Galilei unterrichtete. Ciampoli – ein erklärter Gegner der Jesuiten – hatte wahrscheinlich auch seinen Einfluss geltend gemacht, als das Imprimatur für den Dialogo sopra i due massimi sistemi del mondo zu erteilen war. Möglicherweise war es seine Fehleinschätzung der Situation, die 1632 die Konfrontation zwischen Vatikan und Galilei eskalieren ließ.
| Personendaten    | Personendaten                                                  |
| ---------------- | -------------------------------------------------------------- |
| NAME             | Ciampoli, Giovanni Battista                                    |
| KURZBESCHREIBUNG | italienischer Geistlicher und enger Freund von Galileo Galilei |
| GEBURTSDATUM     | 1589                                                           |
| GEBURTSORT       | Florenz                                                        |
| STERBEDATUM      | 1643                                                           |
| STERBEORT        | Jesi, Marken                                                   |